# Tissø
El Tissø és un llac d'aigua dolça situat a l'oest de l'illa danesa de Sjælland, al municipi de Kalundborg. El Tissø és un llac d'origen glacial, correspon al que en glaciologia rep el nom de kettle, un forat format per un gran bloc de gel després d'una glacera i ha quedat cobert per sediments, quan el gel es fon forma un forat característic amb vessants escarpades.
És el quart llac d'aigua dolça més gran de Dinamarca després de l'Arresø, l'Esrum i el Mossø. El riu Halleby és el principal afluent i també és l'emissari que el comunica amb el mar a l'estret del Gran Belt.